# 129969 Bradwilliams
129969 Bradwilliams este o planetă minoră (asteroid) din centura de asteroizi. A fost descoperită pe 29 octombrie 1999 la Catalina Station⁠(d) de Catalina Sky Survey. 
Obiectul prezintă o orbită caracterizată de o semiaxă mare de 2,5365067315166 UAi, o excentricitate de 0,28, o înclinație de 5,3 ° în raport cu ecliptica.